# الشركة الجزائرية لصناعة المروحيات
الشركة الجزائرية لصناعة المروحيات SAFH، هي شراكة لصناعة الطائرات المروحية الجزائرية، تم تأسيسها من قبل الجيش الجزائري وفينميكانيكا الإيطالية، سنة 2017 الذي يبدأ بناء أول طائرة مروحية عام 2018، حيث تقوم بتصنيع العديد من أنواع الطائرات المروحية، خفيفة ومتوسطة متعددة الخدمات.

## وصلات خارجية
- وزارة الدفاع الوطني الجزائري